# Anderemaeus hidasii
Anderemaeus hidasii är en kvalsterart som beskrevs av P. Balogh 1995. Anderemaeus hidasii ingår i släktet Anderemaeus och familjen Caleremaeidae. Inga underarter finns listade i Catalogue of Life.